# Beierolpium flavum
Espèce
Beierolpium flavum est une espèce de pseudoscorpions de la famille des Olpiidae.

## Distribution
Cette espèce est endémique de Somalie. Elle se rencontre vers Sar Uanle.

## Publication originale
- Mahnert, 1984 : Forschungen an der Somalilandküste. Am Strand und auf den Dünen bei Sar Uanle. 36. Pseudoscorpiones (Arachnida). Monitore Zoologico Italiano, n.s., Supplemento, vol. 19, p. 43-66.